# Somalisch-Turkse betrekkingen
De Somalisch–Turkse betrekkingen zijn de buitenlandse betrekkingen tussen Somalië en Turkije. De twee landen zijn al lange tijd partners en werken nauw samen op het gebied van ontwikkelingssamenwerking. Somalië heeft een ambassade in Ankara en Turkije heeft een ambassade in Mogadishu.

## Geschiedenis

### Middeleeuwen

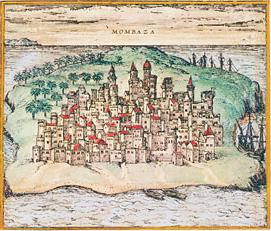
In 1660 gaven de Portugezen in Mombasa zich over aan een gezamenlijk Somalisch - Ottomaans leger.

De betrekkingen tussen de huidige gebieden van Somalië en Turkije dateren uit de middeleeuwen. Het Ajuran-rijk en het Adal-sultanaat onderhielden goede handels- en militaire relaties met het Ottomaanse rijk. Het Ajuraanse rijk kreeg hulp van de Ottomanen en met de import van vuurwapens door de Muzzaffar-haven van Mogadishu, begon het leger musketten en kanonnen te verwerven. De Ottomanen zouden ook een belangrijke bondgenoot blijven tijdens de Ajuran-Portugese oorlogen.
In de loop van de 16e eeuw bleven de Somalisch-Portugese spanningen hoog. De toegenomen contact tussen de Somalische zeilers en Ottomaanse zeilers creëerde onrust bij de Portugezen die een strafexpeditie tegen Mogadishu begonnen onder leiding van João de Sepúvelda. De Portugezen werden verslagen door de Ajuran zeestrijdkrachten voordat ze de hoofdstad konden bereiken. Ook João de Sepúvelda werd uiteindelijk gedood in de strijd. De Ottomaans-Somalische samenwerking tegen de Portugezen in de Indische Oceaan bereikte een hoogtepunt in de jaren 80 van de 16e eeuw toen Ajuranen uit de Somalische kuststeden sympathiseerden met de Arabieren en Swahilis onder Portugese heerschappij. De Somaliërs stuurden een gezant naar de Turkse zeevaarder Mir Ali Beg voor een gezamenlijke expeditie tegen de Portugezen. Mir Ali Beg stemde toe en kreeg gezelschap van een grote Somalische vloot, die Portugese koloniën in Zuidoost-Afrika begon aan te vallen.
Het Somalisch-Ottomaanse offensief slaagde erin de Portugezen uit verschillende belangrijke steden zoals Pate, Mombasa en Kilwa te verdrijven. Ze slaagden ook erin de Portugese invloed in de Indische Oceaan te verminderen. De Somalische strijdkrachten zouden uiteindelijk de Portugezen militair verslaan. Het Ottomaanse rijk zou ook een economische partner van de Somaliërs blijven. Gedurende de 16e en 17e eeuw tartte het opeenvolgende Ajuraanse rijk het Portugese economische monopolie in de Indische Oceaan door een nieuwe munt te gebruiken die het Ottomaanse patroon volgde, waardoor een houding van economische onafhankelijkheid ten opzichte van de Portugezen werd verkondigd.
Het Ottomaanse rijk onderhield ook goede banden met het Adal Sultanaat. De twee staten waren bondgenoten tijdens het conflict tussen Abessinië en Adal, waarbij de Ottomanen de kant van de Adalieten en de Portugezen de kant van de Abessijnen namen.

## Heden

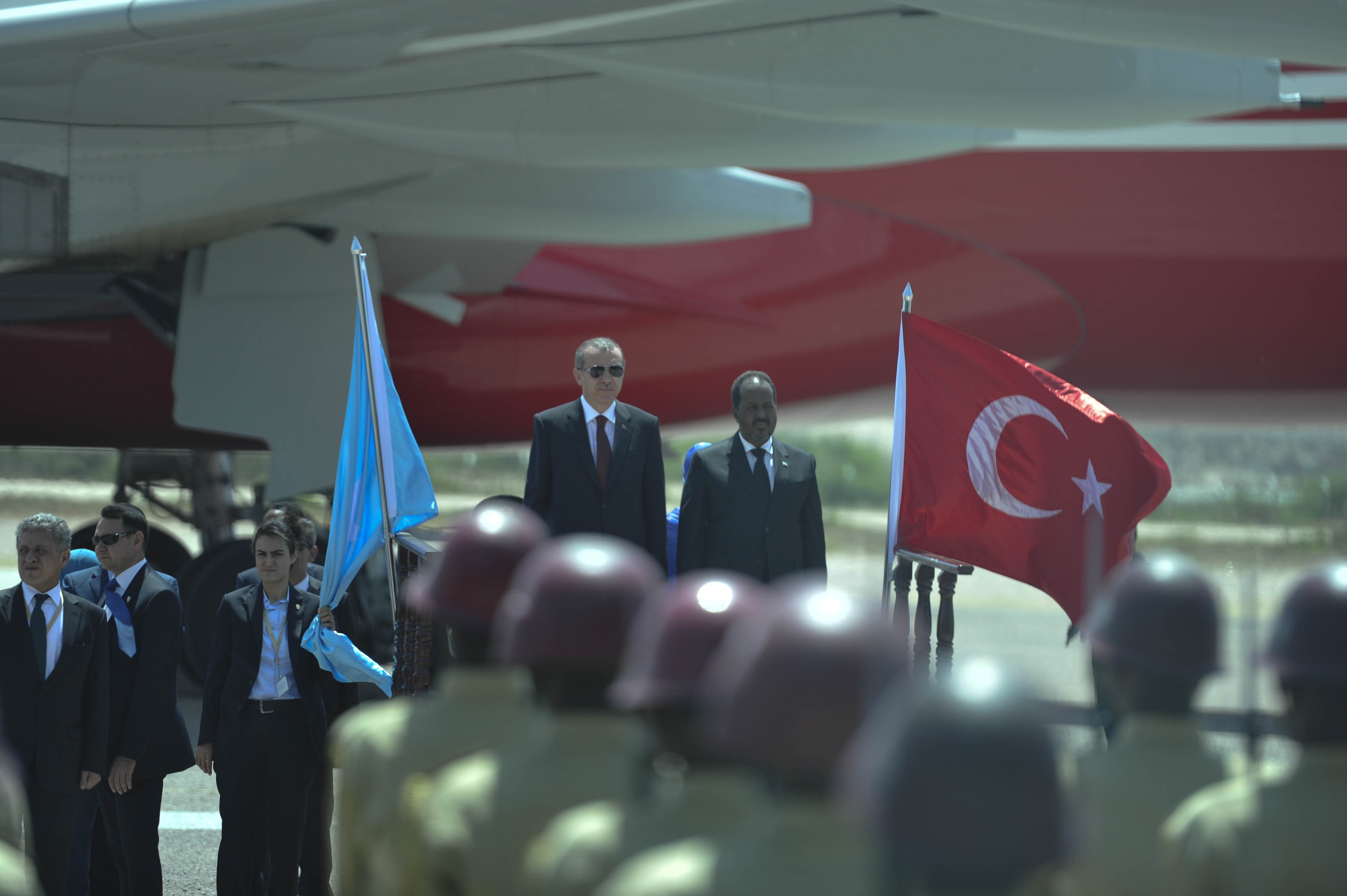
Somalische president Hassan Sheikh Mohamud verwelkomt Erdoğan in Mogadishu, 25 januari 2015

In 1969 behoorden Somalië en Turkije tot de oprichters van de Organisatie voor Islamitische Samenwerking (OIC).
Turkije had een ambassade in de Somalische hoofdstad Mogadishu tot het uitbreken van de Somalische burgeroorlog in 1991. De ambassade werd gesloten om veiligheidsredenen.
Gedurende de sluiting bleven de Turkse autoriteiten betrekkingen onderhouden met de nieuw opgerichte nationale overgangsregering van Somalië en haar opvolger de federale overgangsregering via hun diplomatieke missie in Addis Abeba.
In 2011 bezocht de Turkse premier Recep Tayyip Erdoğan de Somalische hoofdstad Mogadishu. Hij was de eerste wereldleider die het land bezocht sinds 1993. De Turkse regering heeft haar ambassade opnieuw geopend met de bedoeling het land effectiever te helpen bij het naoorlogse ontwikkelingsproces. Het was een van de eerste buitenlandse overheden die na de burgeroorlog de formele diplomatieke betrekkingen met Somalië hervatte.
In januari 2015 hebben president van Somalië en de president van Turkije een aantal door Turkije gebouwde ontwikkelingsprojecten in Mogadishu ingewijd.

## Ontwikkelingssamenwerking

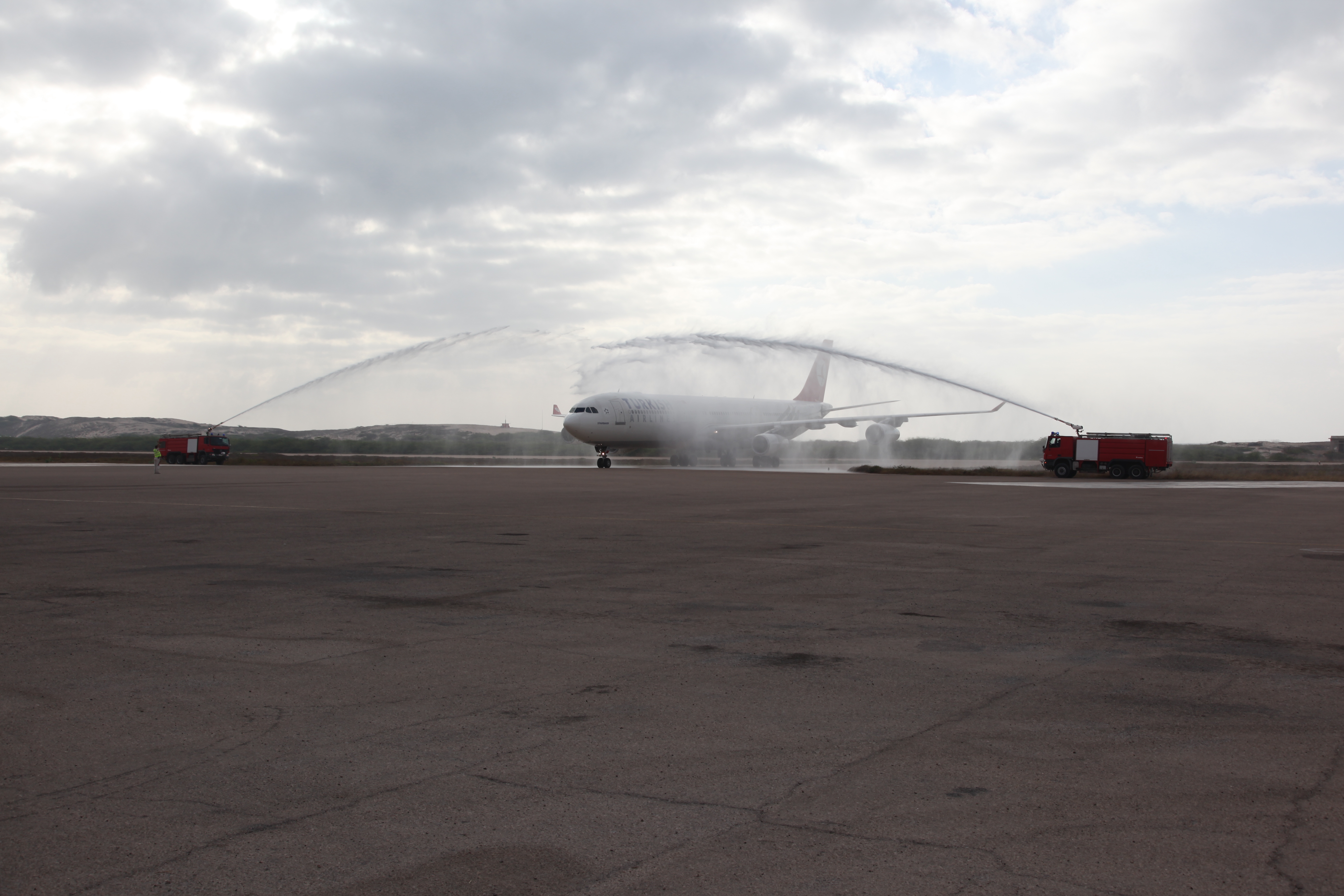
Turkish Airlines is de eerste internationale commerciële luchtvaartmaatschappij in twee decennia die lange afstanden naar Somalië vliegt

De ontwikkelingssamenwerking tussen Somalië en Turkije bestaat uit meerdere lagen en omvat militaire, sociale, economische en infrastructurele partnerschappen.
Tijdens de droogte van 2011 besteedde Turkije meer dan $201 miljoen aan humanitaire hulp in de getroffen delen van Somalië. In samenwerking met de Somalische regering hebben Turkse functionarissen ook verschillende ontwikkelings- en infrastructuurprojecten in Somalië gelanceerd. Ze hebben bijgedragen aan de bouw van verschillende ziekenhuizen en hebben onder andere bijgedragen aan de renovatie en rehabilitatie van de internationale luchthaven Aden Adde
Turkish Airlines werd de eerste internationale commerciële luchtvaartmaatschappij over lange afstand in twee decennia die de vluchten hervat van en naar de internationale luchthaven Aden Adde van Mogadishu. In september 2013 startte het Turkse bedrijf Favori LLC aan haar activiteiten op de luchthaven. Het bedrijf heeft plannen aangekondigd om het luchtvaartgebouw te renoveren en andere moderne servicestructuren te upgraden. Een bedrag van $10 miljoen is gemoeid voor een project dat de bestaande vliegtuigcapaciteit 15 vliegtuigen zal verhogen tot 60.
In mei 2013 werd het 1e Turks-Somalisch zakenforum gelanceerd in Istanbul om commerciële kansen in Somalië en Turkije te belichten voor Somalische en Turkse bedrijven. Het evenement, georganiseerd door de Somalische Raad in samenwerking met Somalische en Turkse ministeries, omvatte rondetafelgesprekken over potentiële commerciële ondernemingen in beide landen, evenals zakelijke ontmoetingen tussen Somalische en Turkse bedrijven.
In januari 2015 hebben de presidenten Mohamud en Erdoğan gelijktijdig een aantal door Turkije gebouwde ontwikkelingsprojecten in Somalië ingewijd, waaronder het Digfer ziekenhuis in de hoofdstad. De naam werd later omgedoopt tot Erdoğan Hospital ter ere van Erdoğan. Het nieuwe training- en onderzoeksziekenhuis met 200 beddencapaciteit is gebouwd door de internationale ontwikkelingsorganisatie van Turkije, het Turkse internationale agentschap voor samenwerking en ontwikkeling (TIKA). Het heeft een operationeel budget van $135,7 miljoen. Het binnengebouw omvat 20 incubators, 14 intensive care-bedden voor pasgeboren, 12 intensive care-bedden, 4 operatiekamers, een verloskamer, laboratorium- en radiologie-eenheden, en afdelingen voor neurochirurgie, plastische, moederschap, urologie, interne geneeskunde, anesthesie en tandheelkunde. Het is bemand door 91 Somalische en 52 Turkse ziekenhuisbeheerders evenals 40 Somalische en 5 Turkse beveiligingsmedewerkers.
Daarnaast lanceerden Mohamud en Erdoğan de bouw van een nieuwe terminal op de internationale luchthaven van Aden Adde. De faciliteit werd gebouwd door Kozuva, een particulier Turks bouwbedrijf. Beide partijen kwamen ook overeen om een stadsplan voor Mogadishu te formuleren, waarbij nieuwe woningen gebouwd zullen worden.

## Overeenkomsten
In mei 2010 hebben de Somalische en Turkse regeringen een militaire trainingsovereenkomst getekend, in overeenstemming met het vredesproces van Djibouti. De handhaving van het pact begon officieel in november 2012. Het verdrag omvat technische en wetenschappelijke samenwerking en omvat gezamenlijke dienstoefeningen tussen zowel nationale militairen als uitwisselingen van delegaties en personeel. Het omvat ook training door de Turkse Militaire Medische Academie evenals training in het veld bij nationale militaire installaties en instellingen. Bovendien bevat de overeenkomst bepalingen voor de wederzijdse uitwisseling van informatie over militaire geschiedenis, publicaties en museologie.
In oktober 2013 heeft het federale kabinet van Somalië een overeenkomst goedgekeurd met het Turkse bedrijf Al-Bayrak om de haven van Mogadishu voor een periode van 20 jaar te beheren. Volgens het kabinet kreeg Al-Bayrak ook de verantwoordelijkheid voor de wederopbouw en modernisering van de haven. In september 2014 heeft de federale regering van Somalië het beheer van de Mogadishu-haven officieel gedelegeerd aan Al-Bayrak. Het hoofd Ahmed Salim van het Turkse bedrijf gaf aan dat volgens de overeenkomst 55% van de inkomsten in de zeehaven naar de Somalische autoriteiten gaat en dat de resterende 45% voor de onderneming is bestemd. Het grootste deel van het omzetaandeel van Al-Bayrak zal op zijn beurt opnieuw worden geïnvesteerd in de zeehaven via extra havengebaseerde handel en nieuwe dokken, bouwmaterialen en machines. De Somalische minister van Transport en Zeehaven verwacht dat het met de overdracht de inkomsten van de federale autoriteiten uit de haven zal verdubbelen. Het moderniseringsproject van Al-Bayrak kost $ 80 miljoen.
In februari 2014 heeft de Somalische stafchef Brigadier-generaal Dahir Adan Elmi een vervolgovereenkomst getekend in Mogadishu met een delegatie van het Turkse ministerie van Defensie. Het pact bepaalt dat de regering van Turkije binnenkort een trainingsregime in Somalië zal lanceren voor een deel van het Somalische nationale leger . Sommige Somalische soldaten krijgen ook training in Turkije.
In mei 2015 heeft het ministerie van Handel en Industrialisatie van Somalië een overeenkomst getekend met het Turkse bedrijf PGM Inspection. Het verdrag delegeert het management van het nieuwe kwaliteitssysteem van het ministerie voor geïmporteerde en geëxporteerde producten aan het bedrijf.

## Nationale verzoening
Op 13 april 2013 hervatte de voormalige Somalische president Hassan Sheikh Mohamud de verzoeningsgesprekken tussen de centrale regering in Mogadishu en de regionale autoriteiten in Hargeisa. Mede door bemiddeling door de Turkse regering in Ankara, eindigde de vergadering met een overeenkomst tussen Mohamud en Ahmed Silanyo, president van de noordwestelijke regio Somaliland, die ermee instemde zijn deel van de ontwikkelingshulp voor Somalië als geheel eerlijk te verdelen aan de regio Somaliland en om samen te werken op gebied van veiligheid.

## Diplomatieke missies
De Somalische federale regering onderhoudt een ambassade in Ankara. De diplomatieke missie wordt geleid door ambassadeur Mohamed Mursal Sheikh, met Abdukadir Mohamed Nur als eerste secretaris (consulaire en juridische zaken).
De Turkse ambassade in Mogadishu wordt geleid door ambassadeur Olgan Bekar, die in juni 2014 in de functie werd benoemd. Vanaf januari 2015 bouwt de Turkse regering een nieuw ambassadeverblijf in Mogadishu.

## Militaire samenwerking
In september 2017 werd een Turkse militaire basis formeel ingehuldigd in Mogadishu.